# 알스메이르 꽃 경매장

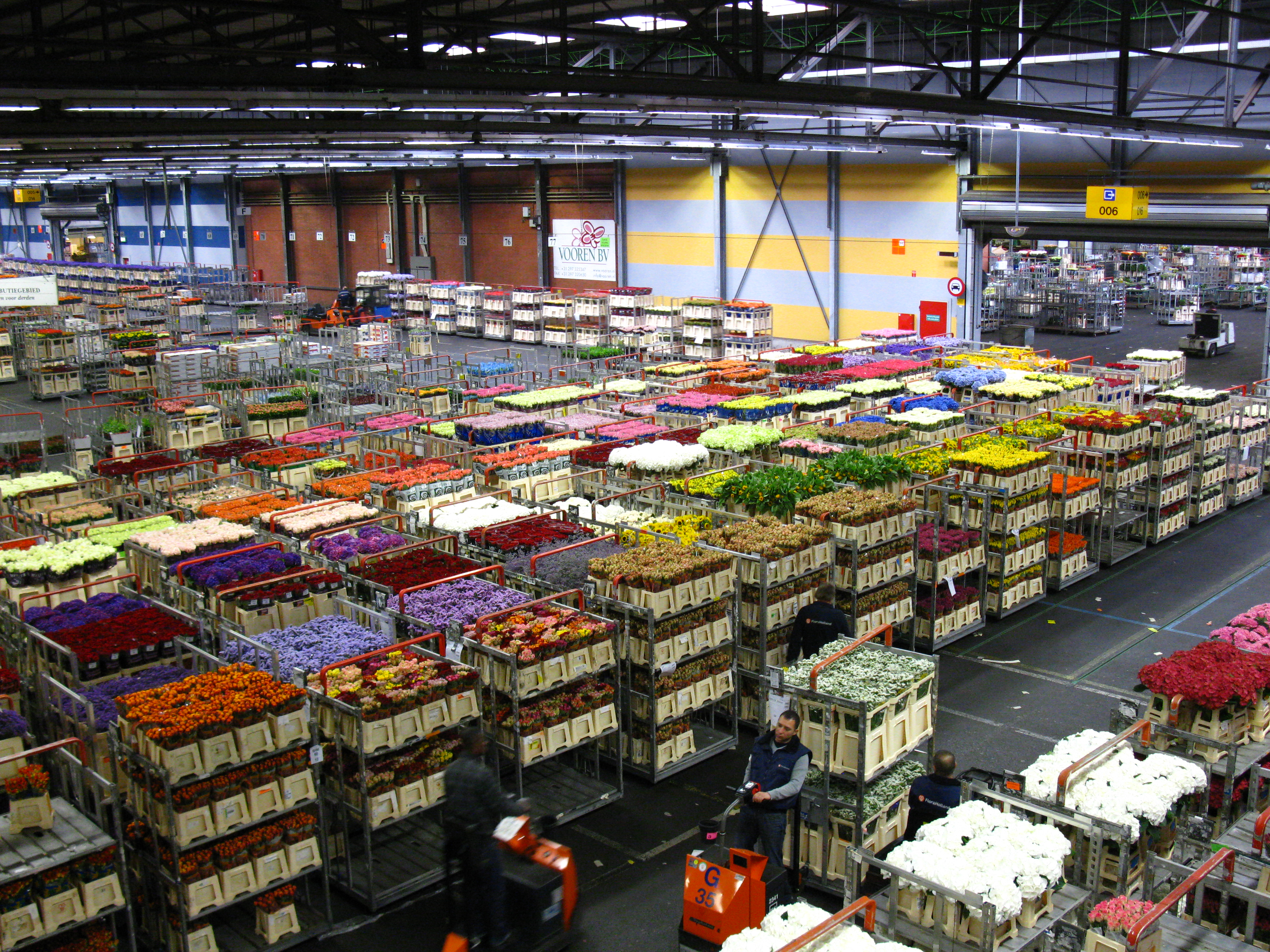
알스메이르 꽃 경매

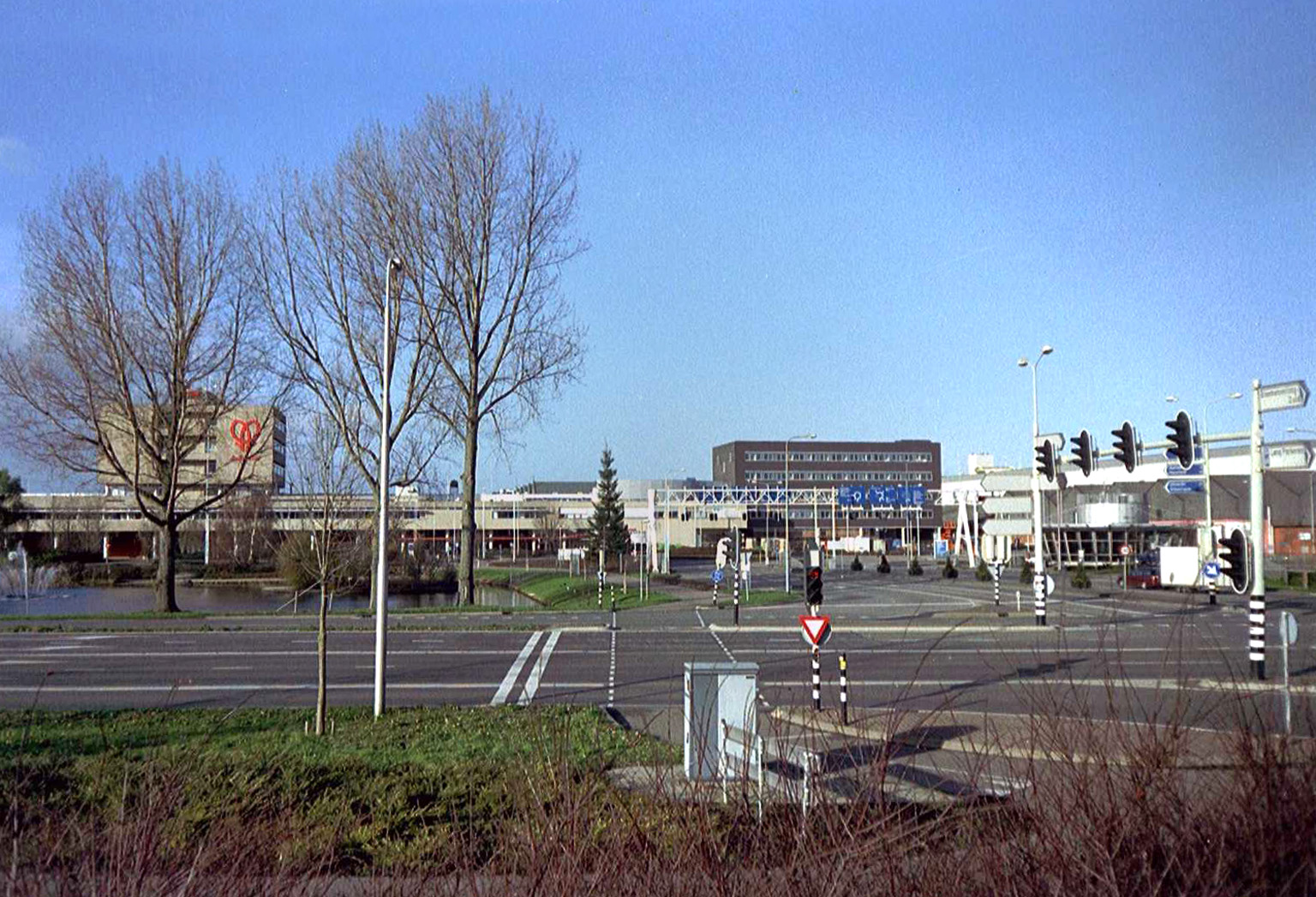
알스메이르 꽃 경매 건물 중 일부

알스메이르 꽃 경매장(Aalsmeer Flower Auction, 블루멘베일링 알스메이르, Bloemenveiling Aalsmeer)는 네덜란드 알스메이르에서 열리는 꽃 경매장이다. 세계에서 가장 큰 꽃 경매장이다. 알스메이르 꽃 경매 건물은 세계에서 아홉 번째로 큰 건물로, 면적은 999,000 제곱미터 (10,750,000 ft2; 247 ac)에 달한다. 유럽, 이스라엘, 에콰도르, 콜롬비아, 에티오피아, 케냐 등 전 세계의 꽃들이 이 거대한 건물에서 매일 거래된다. 매일 약 4천3백만 송이의 꽃이 팔린다. 발렌타인데이나 어머니날과 같은 특별한 날에는 약 15% 증가한다. 꽃은 약 30가지의 품질 검사를 거쳐 등급(A1, A2, B)으로 분류된다.
경매는 가격이 높게 시작하여 점차 낮아지는 네덜란드식 경매 방식으로 진행된다. 입찰자들은 꽃이 팔려 새 소유자에게 넘어가기 전까지 몇 초밖에 입찰할 시간이 주어지지 않는다. 2008년 1월 1일, 이 경매 회사는 가장 큰 경쟁사인 로얄 플로라홀랜드(Royal FloraHolland)와 합병했다.
2021년 경매 주최자인 로열 플로라 홀랜드(Royal Flora Holland)는 꽃과 식물 운송을 전문으로 하는 세 회사인 드 윈터(De Winter), 반 마르베이크(Wematrans), 반 잘(Van Zaal)을 인수했다. 이들은 플로리웨이(Floriway)라는 새로운 운송 회사로 통합되었다.